# Ян Козак (писател)
Ян Козак (на чешки: Jan Kozák) е чешки писател на произведения в жанра съвременен социалистически роман, пътепис и детска литература.

## Биография и творчество
Ян Благослав Козак е роден на 25 март 1921 г. в Роуднице над Лабем, Чехословакия, в семейството на ключар. През 1940 г. завършва търговска академия в Ческе Будейовице и Теплице. След дипломирането си работи в родния си град като чиновник.
През 1945 г. е член на Революционния национален комитет в Рудник и се присъединява към Комунистическата партия. През 1951 г. завършва Централното политическо училище в Централния комитет на Комунистическата партия, след което става член на Централния комитет на Комунистическата партия. През 50-те години той участва като политически работник в колективизацията на селското стопанство в Словакия. Преподава като асистент и доцент История на комунистическата партия в Института за социални науки на Централния комитет на ЧКП.
След съветската окупация през 1968 г. той е един от основните представители на така наречената нормализация в литературата. През 1972 година става президент на Съюза на чешките писатели, а в периода 1977-1989 г. е председател на Съюза на федералните писатели.
Първият ѝ му сборник с поезия „Pohledy do oken“ е публикуван през 1941 г.
Първият ѝ му роман „Horký dech“ (Горещ дъх) е публикуван през 1961 г.
Автор е на политически ангажирана проза. Романите му „Silná ruka“ (Силна ръка) и „Свети Михал“ представят колективизацията на селското стопанство в Източна Словакия и възхода на селското стопанство.
Произведенията му „На лов в Бамбуйка“, „На лов в тайгата“, „Bílý hřebec“ (Бял жребец) и „Podzim v kraji tygrů“ (Есен в района на тигри) се основават на ловните му експедиции в Съветския съюз.
Ян Козак умира на 5 май 1995 г. в Прага.

## Произведения
- Pohledy do oken (1941)
- Horký dech (1961) – три новели
- Mariana Radvaková (1962)
- Mariana (1965)
- Silná ruka (1966) – награда „Клемент Готвалд“
- Léčka (1968) – сборник разкази
- Na lovu v Bambujce (1970)
На лов в Бамбуйка (Пътепис за Източен Сибир), изд.: „Народна младеж“, София (1973), прев. Григор Ленков
- Svatý Michal (1971) – награда „Клемент Готвалд“
Свети Михал, изд.: „Народна култура“, София (1974), прев. Матилда Бераха
- Lovcem v tajze (1972)
На лов в тайгата (Пътепис за Източен Сибир), изд.: Земиздат, София (1982), прев. Мария Кюркчиева
- Čapí hnízdo (1976)
Щъркелово гнездо, изд.: „Народна култура“, София (1981), прев. Матилда Бераха
- Bílý hřebec (1979) – сборник разкази за Източен Сибир
- Podzim v kraji tygrů (1979)
- Adam a Eva (1982) – награда на републиката
Адам и Ева, изд.: „Народна култура“, София (1987), прев. Светла Христова
- Černý sobol, hnědý medvěd (1985) – разкази за деца
- Mariana a jiné osudy (1985)

### Екранизации
- 1964 Handlíri
- 1976 Bourlivé víno
- 1981 Zralé víno
- 1984 Adam a Eva – ТВ сериал
- 1986 Mladé víno